# Dunbar
För andra betydelser, se Dunbar (olika betydelser).

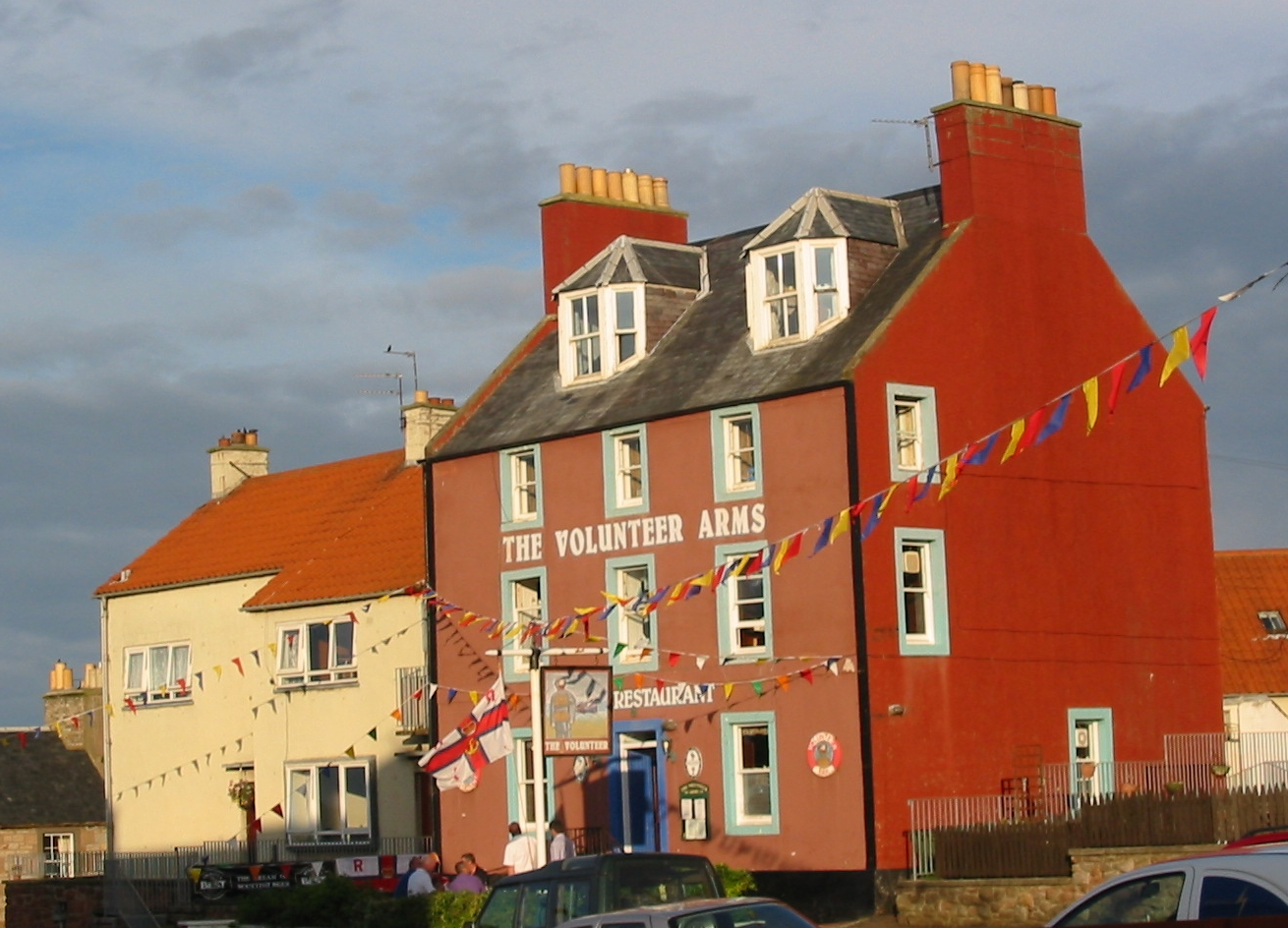
The Volunteer Arms house.

Dunbar är en ort och före detta royal burgh i East Lothian på Skottlands sydöstra kust, ungefär 48 kilometer öster om Edinburgh. Orten hade 470 invånare 2012, på en yta av 3,30 kvadratkilometer.
I orten fanns Dunbar Castle. Arkeologiska utgrävningar i Castle Park visar att Dunbar varit bebott sedan några århundraden f.Kr. 
Slaget vid Dunbar mellan Edvard I av England och John Balliol som ägde rum 24 april 1296 var ett betydelsefullt slag som ledde till skotska frihetskriget.
Det andra slaget vid Dunbar ägde rum 1650 under tredje engelska inbördeskriget.
I Dunbar finns bryggeriet Belhaven Brewing Co Ltd.